# Тояма (княжество)
Княжество Тояма (яп. 山山藩 Тояма-хан) — феодальное княжество (хан) в Японии периода Эдо (1639—1871), на западе провинции Эттю региона Тюбу на острове Хонсю (современная префектура Тояма).

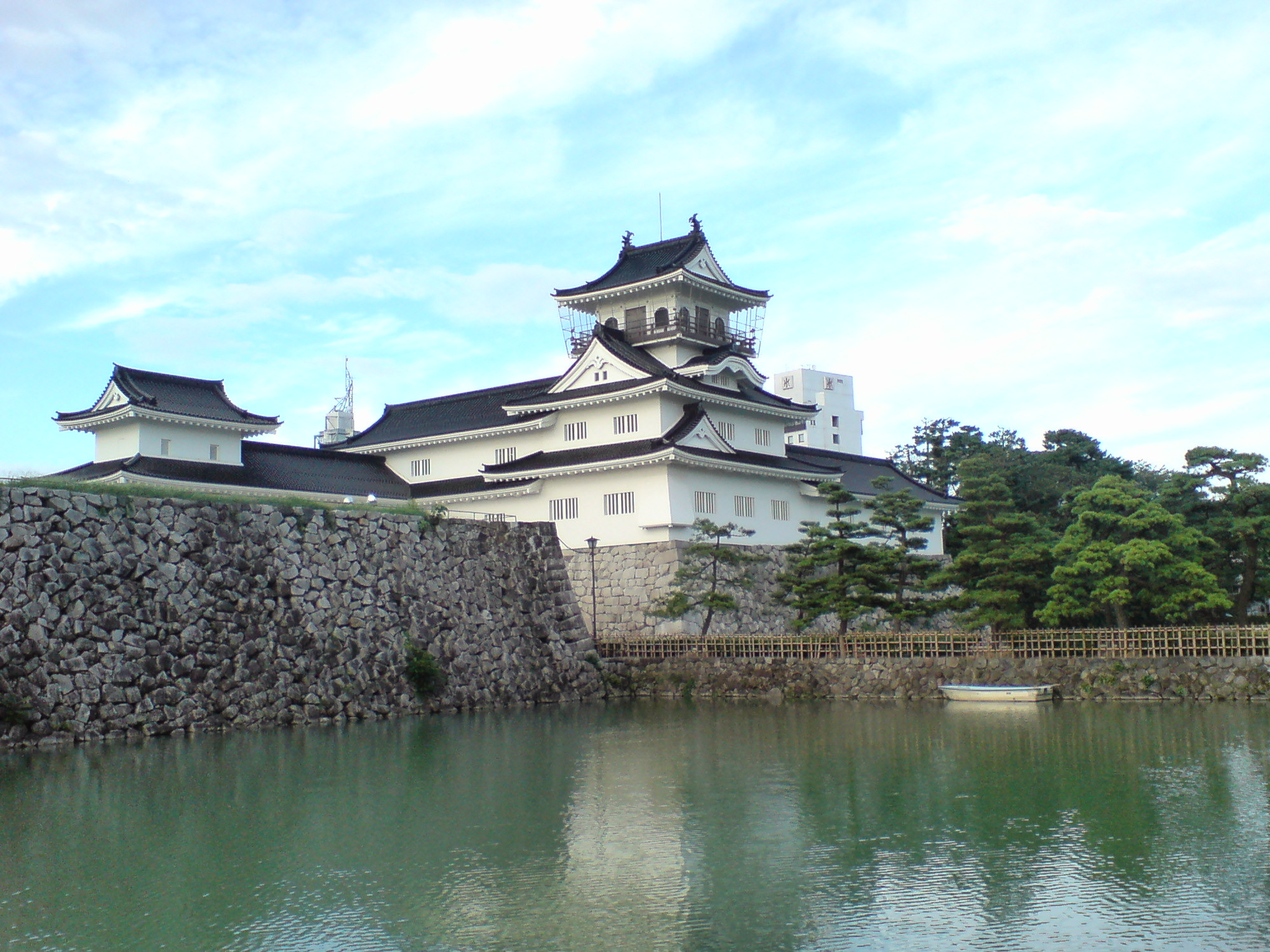
Замок Тояма, центр Тояма-хана

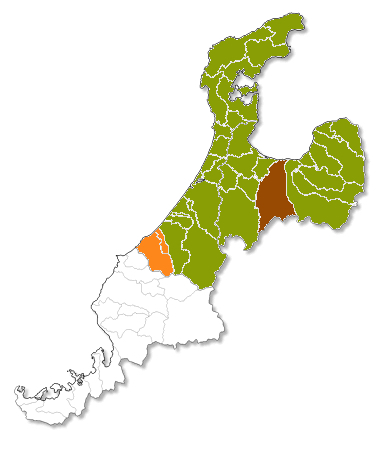
Княжества Кага (зелёный цвет), Тояма (коричневый цвет) и Дайсёдзи (оранжевый цвет) в период Эдо

Административный центр княжества: замок Тояма (сейчас город Тояма, префектура Тояма). На протяжении всей истории существования княжество управлялось боковой линией клана Маэда.

## История
В 1639 году Маэда Тосицунэ (1594—1658), 3-й даймё Кага-хана вышел в отставку с поста и разделил своё владение между тремя сыновьями. Княжество Кага перешло к Маэде Мицутаке (1616—1645). Два отдельных княжества были созданы для его младших сыновей. Первый домен (100 000 коку) получил во владение его второй сын Маэда Тосицугу (княжество Тояма), а другой домен (70 000 коку) был передан третьему сыну Маэде Тосихару (княжество Дайсёдзи).
Первоначально домен Тояма состоял из нескольких районов: 60 000 коку в округе Нэи, 16 800 коку в округе Ниикава (западный берег реки Куробе, 3 170 коку в семи деревнях вокруг города Тояма и анклав в провинции Кага с 20 000 коку в округе Номи. Хотя Маэда Тосицугу переехал в замок Тояма в 1640 году, первоначально сам замок оставался частью домена Кага, и он намеревался построить новый замок в другом месте в районе Нэи. Однако он не смог собрать средства для этого начинания и в 1659 году достиг соглашения с княжеством Кага об обмене владений в округе Ниикава и анклаве в провинции Кага на замок Тояма и окружающие земли с доходом 27 000 коку. В 1661 году он получил разрешение от сёгуната Токугава перестроить замок и построить новый замковый город.
С развитием новых рисовых земель, в период Кёхо (1716—1735), кокудака княжества Тояма была оценена в 140 000 коку риса. Княжество имело несколько других источников дохода, включая рыболовство, производство традиционных китайских лекарств, производство бумаги васи и шелководство, что повысило его фактическую кокудаку до более чем 200 000 коку. Однако это не означало, что княжество было очень процветающим, поскольку его подчинённое положение по отношению к княжеству Кага означало, что дополнительные доходы постоянно сливались для погашения долгов родительского домена. Кроме того, Тояма была подвержена частым наводнениям и другим стихийным бедствиям. В 1831 году большая часть города сгорела в огне, а в 1858 году землетрясение, последовавшее за наводнением, снова разрушило большую часть города. Княжество при даймё Маэде Тосиацу было вынуждено обратиться к княжеству Кага за финансовой помощью и помощью в подавлении крестьянских восстаний.
Во время Войны Босин княжество Тояма перешло на сторону императорских сил и выставило четыре роты солдат (158 человек) в битве Хокуэцу против княжества Нагаока.
В июле 1871 года после ликвидации системы хан княжество Тояма стало «префектурой Тояма», которая слилась с префектурой Исикава в апреле 1876 года. В мае 1883 года была воссоздана префектура Тояма.

## Список даймё
| #                                    | Имя                           | Годы правления | Титул                   | Придворный ранг                          | кокудака                |
| ------------------------------------ | ----------------------------- | -------------- | ----------------------- | ---------------------------------------- | ----------------------- |
| Клан Маэда (тодзама-даймё) 1639—1871 |                               |                |                         |                                          |                         |
| 1                                    | Маэда Тосицугу (яп. 前田利次) | 1639-1674      | Ава-но-ками (淡路守)    | младший 4 ранг, младший чин (従四位下)   | 100,000 коку            |
| 2                                    | Маэда Масатоси (яп. 前田正甫) | 1674-1706      | Окура-но-сёю (大蔵少輔) | младший 4-й ранг, младший чин (従四位下) | 100,000 коку            |
| 3                                    | Маэда Тосиоки (яп. 前田利興)  | 1706-1724      | Нагато-но-ками (長門守) | младший 4-й ранг, младший чин (従四位下) | 100,000 -> 140,000 коку |
| 4                                    | Маэда Тоситака (яп. 前田利隆) | 1724-1744      | Идзумо-но-ками (出雲守) | младший 4-й ранг, младший чин (従四位下) | 140,000 коку            |
| 5                                    | Маэда Тосиюки (яп. 前田利幸)  | 1745-1762      | Идзумо-но-ками (出雲守) | младший 5-й ранг, младший чин (従五位下) | 140,000 коку            |
| 6                                    | Маэда Тоситомо (яп. 前田利與) | 1762-1777      | Ава-но-ками (淡路守)    | младший 4-й ранг, младший чин (従四位下) | 140,000 коку            |
| 7                                    | Маэда Тосихиса (яп. 前田利久) | 1777-1787      | Нагато-но-ками (長門守) | младший 4-й ранг, младший чин (従四位下) | 140,000 коку            |
| 8                                    | Маэда Тосинори (яп. 前田利謙) | 1787-1801      | Идзумо-но-ками (出雲守) | младший 4-й ранг, младший чин (従四位下) | 140,000 коку            |
| 9                                    | Маэда Тосицуё (яп. 前田利幹)  | 1801-1835      | Идзумо-но-ками (出雲守) | младший 5-й ранг, младший чин (従五位下) | 140,000 коку            |
| 10                                   | Маэда Тосиясу (яп. 前田利保)  | 1835-1846      | Идзумо-но-ками (出雲守) | младший 4-й ранг, младший чин (従四位下) | 140,000 коку            |
| 11                                   | Маэда Тоситомо (яп. 前田利友) | 1846-1853      | Идзумо-но-ками (出雲守) | младший 4-й ранг, младший чин (従四位下) | 140,000 коку            |
| 12                                   | Маэда Тосиката (яп. 前田利聲) | 1854-1859      | Окура-но-сёю (大蔵少輔) | младший 4-й ранг, младший чин (従四位下) | 140,000 коку            |
| 13                                   | Маэда Тосиацу (яп. 前田利同)  | 1859-1871      | Ава-но-ками (淡路守)    | младший 4-й ранг, младший чин (従四位下) | 140,000 коку            |

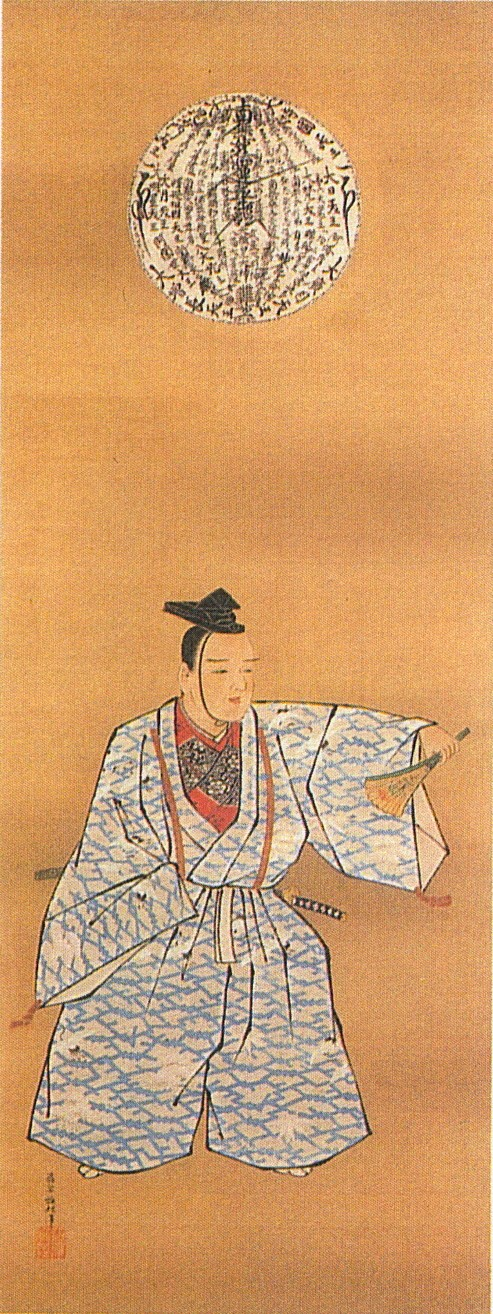
Маэда Тосиясу (1800—1859), 10-й даймё Тояма-хана (1835—1846)

- Маэда Тосицугу (田田公次) (2 июня 1617 — 8 августа 1674) — 1-й даймё Тояма-хана (1639—1674). Второй сын Маэды Тосицунэ, 3-го даймё Кага-хана. В 1631 году во время церемонии гэнпуку он был удостоен почётного титула камергера и младшего 4-го придворного ранга в ей церемонии. В 1639 году Маэда Тосицунэ выделил для своего сына Тосицунэ отдельный домен (100 000 коку) из княжества Кага и возвёл его в статус даймё. Хотя Тосицугу переехал в замок Тояма в 1640 году, первоначально сам замок остался частью княжества Кага, и он намеревался построить новый замок в другом месте в районе Неи. Однако он не смог собрать средства для строительства и в 1659 году достиг соглашения с княжеством Кага об обмене его владений в округе Ниикава и анклава в провинции Кага на замок Тояма и окружающие его земли (27 000 коку). В 1661 году он получил разрешение от сёгуната Токугава перестроить замок и построить новый замковый город. Во время своего пребывания в должности он был отмечен за обнародование юридического кодекса домена в 1644 году, а также за свою работу по открытию новых рисовых угодий, ирригации и проектов по борьбе с наводнениями, а также за топографическую съёмку границ княжества. Он заболел в замке Эдо в 1674 году, где и умер. Но его тело было перевезено обратно в замок Тояма, где крестьянам было разрешено присутствовать на его похоронах. Тосицугу был женат на дочери Тории Тадамаса, даймё Ямагата-хана.

- Маэда Масатоси (田田 正甫) (8 сентября 1649 — 30 мая 1706) — 2-й даймё Тояма-хана (1674—1706). Второй сын Маэды Тосицугу, он стал даймё после смерти своего отца в 1674 году. Хотя он продолжал проекты общественных работ, начатые его отцом, княжество столкнулось с финансовыми проблемами, поскольку большая часть лучших сельскохозяйственных угодий в этом районе оставалась под контролем княжества Кага, даймё которых также брали средства из казначейство княжества Тояма. Он попытался начать новые отрасли промышленности, в том числе продажи традиционных китайских лекарств, за что впоследствии Тояма и прославился. В 1681 году он был призван отправить свои войска в княжество Такада в провинции Этиго, чтобы обеспечить достижение этого хана. Он умер в 1706 году в возрасте 58 лет. Его жена была дочерью Накагавы Хисакиэ из Ока-хана.

- Маэда Тосиоки (田田公興) (15 июля 1678 — 30 июня 1733) — 3-й даймё Тояма-хана (1706—1724). Родился в Тояме, второй сын Маэды Масатоси, и унаследовал домен и его проблемы после смерти своего отца в 1706 году. Финансовые проблемы вынудили его уволить 60 вассалов, стать более жёстким в сборе налогов. Он также обложил налогом табак и соевый соус в попытке собрать больше средств. Однако сёгунат Токугава усугубил ситуацию, поручив Тояме-хану реконструкцию храма Дзодзё-дзи в Эдо в 1713 году. В 1714 году замок Тояма сгорел, а в 1723 году восстановление его крепостных валов обошлось домену в 17000 коку. Он вышел на пенсию в 1724 году и умер в 1733 году в возрасте 56 лет. Его женой была дочь Маэды Тосинао из домена Дайсёдзи-хана.

- Маэда Тоситака (田田公隆) (11 декабря 1690 — 22 января 1745) — 4-й даймё Тояма-хана (1724—1744). Тоситака родился в Канадзаве, пятый сын Маэды Масатоси. Он стал даймё, когда его старший брат вышел в отставку в 1724 году. Он мало что смог сделать, чтобы повлиять на финансовое положение княжества. Он умер в 1744 году в возрасте 56 лет.

- Маэда Тосиюки (田田公幸) (29 января 1730 — 20 октября 1762) — 5-й даймё Тояма-хана (1745—1762). Тосиюки родился в Тояме, старший сын Маэды Тоситаки. Он стал даймё в 1745 году, через пару месяцев после смерти своего отца. Чтобы исправить финансовое положение княжества, он поощрял создание системы кабунакама с контролем цен и 15-летним продлением сроков погашения кредитов, но все это было безрезультатно. Он умер в 1764 году в возрасте 34 лет. Его жена была дочерью даймё Маэды Тосинори из Кага-хана.

- Маэда Тоситомо (田田公與) (11 ноября 1737 — 15 сентября 1794) — 6-й даймё Тояма-хана (1762—1777). Родился в Тояме, четвёртый сын Маэды Тоситаки. В 1762 году, после внезапной смерти своего брата, Маэда Тосиюки, он стал временным даймё, поскольку сын Тосиюки, Маэда Тосихиса, все ещё был младенцем. В 1763 году сёгунат Токугава возложил на княжество Тояма задачу восстановления Никко Тосё-гу. Расходы составили более 110 000 ре. В 1771 году сёгунат приказал княжеству Тояма отправить войска в провинцию Хида для подавления восстания. В 1775 году княжество было призвано отремонтировать дамбы для борьбы с наводнениями в провинции Каи и снова в провинции Мино в 1788 году. Эти требования сёгуната заставили домен объявить дефолт по своим займам, и он был вынужден уволить сотни своих самураев. В 1773 году была основана школа Хан. Тоситомо вышел на пенсию в 1777 году и умер в 1794 году в возрасте 58 лет. Его жена была дочерью Маэды Тосинао из княжества Дайсёдзи.

- Маэда Тосихиса (田田公謙) (10 апреля 1762 — 18 сентября 1787) — 7-й даймё Тояма-хана (1777—1787). Тосихиса родился в Тояме, старший сын Маэды Тосиюки. Он был младенцем, когда его отец умер в 1762 году, поэтому его дядя, Маэда Тоситомо, стал даймё вместо него. Он был принят в качестве наследника Тоситомо в 1763 году и стал даймё послы отставки Тоситомо в 1777 году. Он умер в 1787 году в возрасте 26 лет без каких-либо событий пребывания в должности.

- Маэда Тосинори (田田公謙) (22 декабря 1768 — 3 октября 1801) — 8-й даймё Тояма-хана (1787—1801). Тосинори родился в Эдо, старший сын Маэды Тоситомо. Он был принят Маэдой Тосихисой в качестве наследника, и после внезапной смерти Тосихисы несколько месяцев спустя, он стал новым даймё. В 1788 году сёгунат Токугава призвал княжество к ремонту дамб и проектов по борьбе с наводнениями в провинции Мино, которые домен не мог себе позволить. Он умер в 1801 году в возрасте 35 лет. Жена Тосинори была дочерью Мори Сигэнари из Тёсю-хана.

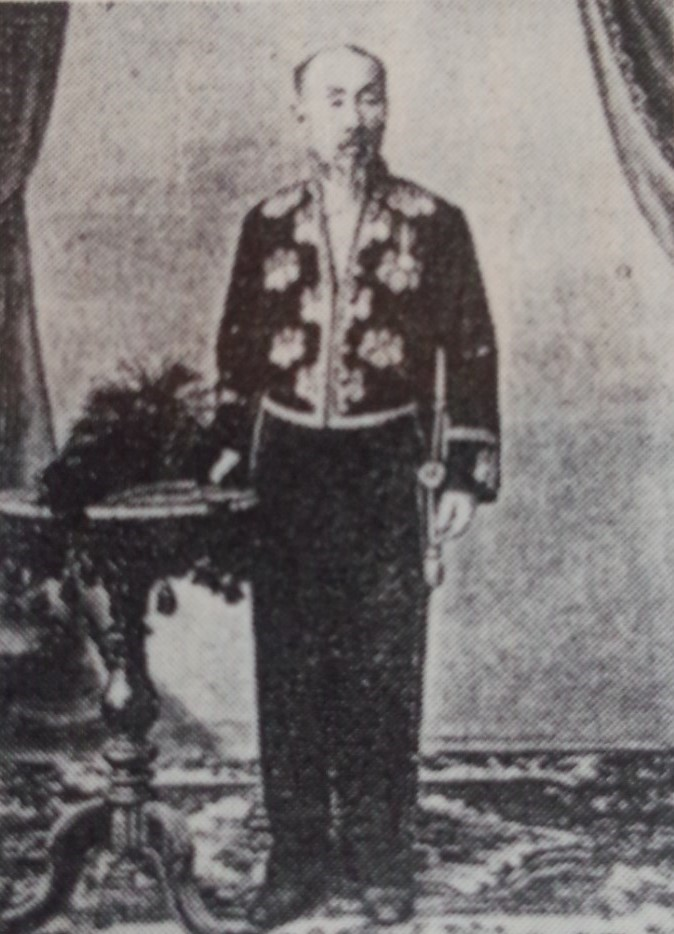
Маэда Тоситака (1835—1904), 12-й даймё Тояма-хана (1854—1859)

- Маэда Тосицуё (田田公幹) (2 января 1772 — 31 августа 1836) — 9-й даймё Тояма-хана (1801—1835). Тосицуё родился в Эдо, восьмой сын Маэды Тосимичии, даймё княжества Дайсёдзи. Поскольку Маэда Тосинори умер в 1801 году, оставив двухлетнего сына, Тосицуё был выбран кланом Маэда, чтобы стать даймё. В стремлении исправить многолетние финансовые проблемы княжества он настаивал на освоении новых рисовых угодий, новых монополий и увеличении налогов, но инфляция вместе с этими финансовыми мерами привела к крестьянскому восстанию в 1813 году. В 1831 году замок города Тояма был в значительной степени разрушен пожаром. Домен выпустил бумажную валюту в 1833 году. В том же году он отменил пятилетний план реструктуризации финансов клана и пригласил купца из Осаки, Исида Козаэмона, в Тояму в качестве его финансового советника. Исида имел опыт успешной реструктуризации финансов десяти других доменов и нескольких учреждений, таких как храм Ниси Хонган-дзи в Киото, и первоначально был принят в Тояме с энтузиазмом, однако к концу оговорённого периода положение домена было ещё хуже, чем раньше. Однако Маэда Тосицуё умер в 1836 году в возрасте 66 лет.

- Маэда Тосиясу (田田公保, 23 марта 1800 — 14 сентября 1859) — 10-й даймё Тояма-хана (1835—1846). Он родился в Эдо, второй сын Маэды Тосинори, но все ещё был несовершеннолетним после смерти своего отца, поэтому новым даймё княжества Тояма был назначен Маэда Тосицуё вместо него. В 1811 году он был принят Тосицуё для восстановления линии наследования и стал даймё в 1835 году, когда Тосицуё вышел в отставку из-за болезни. При вступлении в должность домен сильно пострадал от неурожая, который продолжался до 1838 года в рамках голода Тэнпо. Домен объявил дефолт по всем своим долгам, и был вынужден взять 30,000 ре ссуды от сёгуната в 1838 году, а затем ещё 25 000 ре в следующем году. В 1841 году домен сообщил, что у него не было средств, чтобы осуществить свою Санкин котай в Эдо. В 1846 году, сославшись на плохое самочувствие, Тосиясу отказался от титула в пользу своего шестого сына, Маэды Тоситомо. Его жена была дочерью Асано Нариката из Хиросима-хана. Тосиясу был также известным натуралистом и энтомологом. Он организовал общество единомышленников-чиновников для ежегодных встреч, чтобы обсудить конкретную тему, и изучал голландский и французский языки, чтобы лучше понять японскую фауну Зибольда и японскую флору. Он также перевёл Система природы Карла Линнея с голландского на японский язык.

- Маэда Тоситомо (田田公友, 10 марта 1834 — 18 января 1854) — 11-й даймё Тояма-хана (1846—1853). Тоситомо родился в Эдо, шестой сын Маэды Тосиясу. Он стал даймё после отставки своего отца в 1846 году. В то время ему было всего 12 лет, и он находился в плохом состоянии здоровья, поэтому все управление было оставлено в руках его родителей и старших слуг. Это привело к конфликту между вассалами, базирующимися в Эдо, и теми, кто остался в Тояме, который разразился после его смерти в 1854 году в возрасте 20 лет.

- Маэда Тосиката (田田公聲, 15 марта 1835 — 16 февраля 1904) — 12-й даймё Тояма-хана (1854—1859). Тосиката родился в Эдо, седьмой сын Маэды Тосиясу. В декабре 1853 года он был усыновлён своим больным братом в качестве наследника и стал даймё после смерти брата несколько месяцев спустя. Домен по-прежнему страдал от неурожаев, финансовой несостоятельности и политических разногласий между владельцами домена, базирующимися в Тояме, и теми, кто базируется в Эдо. Ситуация достигла своего пика в 1857 году, когда Маэда Нариясу из Кага-хана был вынужден вмешаться, чтобы разрешить конфликт, что он и сделал, в уволив членов фракции Эдо. Тосиката также был отстранён, предположительно из-за плохого здоровья в 1857 году, и его отец правил из-за кулис в течение следующих двух лет. В 1858 году княжество пострадало от землетрясения Hietsu, был сильно повреждён замок Тояма и окружающий его кастовый городок, а оползень перекрыл течение реки Джогандзи на две недели, пока плотина не прорвалась, причинив большой ущерб и гибель людей. Вскоре после этого Маэда Тосиката вышел в отставку, а домен Тояма перешёл под непосредственное руководство княжества Кага.

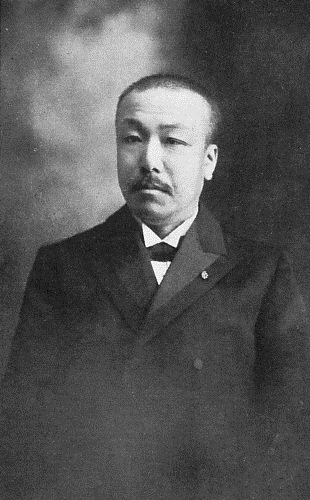
Маэда Тосиацу (1856—1921), 13-й даймё Тояма-хана (1859—1871)

- Граф Маэда Тосиацу (田田公同, 28 июля 1856 — 23 декабря 1921) — 13-й и последний даймё Тояма-хана (1859—1871). Тосиацу родился в Эдо, одиннадцатый сын Маэды Нариясу из княжества Кага. В 1859 году он был избран даймё после принудительной отставки Маэда Тосиката. Однако Тосиацу в то время было всего три года, поэтому Тояма фактически перешёл под прямой контроль княжества Кага. С 1869 года и до отмены системы Хан он был назначен имперским губернатором Тоямы, а затем переехал в Токио. Учился в Париже, а также посетил Лондон, прежде чем вернуться в Японию. С апреля 1882 года он служил в Министерстве иностранных дел в качестве секретаря по французским делам, а затем служил в Министерстве императорского двора. В 1884 году он был повышен до хакусяку (графа) в системе пэров кадзоку. Он умер от кровоизлияния в мозг в 1921 году в своём доме в Токио в возрасте 66 лет. После его смерти ему было присвоено 2-е придворное звание. Его жена была дочерью Мацудайры Тэрутоси из Такасаки-хана.

Титул перешёл к его приёмному сыну, графу Маэде Тосио (田田公男 , 4 ноября 1886 — 29 декабря 1966). Он был пятымм сыном Мидзогути Наомасы, даймё Сибата-хана. Выпускник сельскохозяйственного факультета токийского Императорского университета в 1913 году, он служил секретарём премьер-министра Японии и адъютантом принца Титибу. Он стал графом после смерти своего отца в 1922 году и был членом Палаты пэров. Ему наследовали его сын Маэда Тосинобу (田田 利信) и внук Маэда Акитоси (前田利利).